# Alianza Nacional (Estados Unidos)
La Alianza Nacional (en inglés: National Alliance) es una organización política supremacista blanca y neonazi fundada por William Luther Pierce en 1974 y con sede en Hillsboro, Virginia Occidental. La membresía en 2002 se estimó en 2,500 personas, con un ingreso anual de $1 millón. La membresía disminuyó después de la muerte de Pierce en 2002 y después de una división en sus filas en 2005, el grupo apenas funcionaba.

## Historia
La Alianza Nacional se reorganizó a partir de una organización anterior denominada Alianza Nacional de la Juventud (NYA), que a su vez se formó de los restos del ala juvenil de la campaña presidencial del gobernador George Wallace de 1968. La NYA se dividió en facciones como resultado de las luchas internas, y William Luther Pierce, ex profesor asociado de física y autor de las novelas supremacistas blancas The Turner Diaries y Hunter, obtuvo el control del remanente más grande y lo relanzó como Alianza Nacional en 1974.
El Southern Poverty Law Center y la Oficina Federal de Investigación llamaron a la Alianza Nacional la organización nacionalista blanca mejor financiada y mejor organizada de su tipo en los Estados Unidos. La membresía en 2002 se estimó en 2,500 personas con un ingreso anual de $ 1 millón. La organización tenía un sello discográfico blanco llamado Resistance Records. Lanzó el videojuego Ethnic Cleansing en 2002, que recibió críticas de la Liga Antidifamación. La organización también tuvo un programa de radio, American Dissident Voices, que se escuchó en las estaciones de onda corta, AM y FM, y por transmisión de audio en Internet. En un momento, a mediados de la década de 1990, había 22 estaciones de radio, AM y FM, que transmitían el programa. El anfitrión original fue Kevin Alfred Strom, quien continuó hasta principios de 1997 cuando Pierce se hizo cargo a tiempo completo. Tras la muerte de Pierce en julio de 2002, Strom lo condujo nuevamente hasta el 16 de abril de 2005. Walker se convirtió en la voz de American Dissident Voices hasta su arresto en junio de 2006. En ese momento, Erich Gliebe se convirtió en la voz del programa de radio. Las transmisiones continuaron hasta 2012, cuando la frecuencia se volvió errática. En algún momento de 2013, Gliebe dejó de transmitir por completo, pero Kevin Alfred Strom reanudó la programación en diciembre de ese año.
Después de la muerte de Pierce por cáncer en 2002, la junta directiva de la Alianza nombró a Erich Gliebe lo para sucederlo como presidente de la organización. Una serie de luchas de poder comenzó casi de inmediato, con miembros de alto rango que renunciaron o fueron despedidos.
En abril de 2005, el destacado miembro de la Alianza Kevin Alfred Strom, entonces editor de la revista National Vanguard, emitió una declaración en la que pedía a Gliebe que renunciara; el comité ejecutivo de la Alianza y la mayoría de los coordinadores de sus unidades apoyaron la acción. Gliebe se negó, alegando que la Alianza operaba bajo el "principio de autoridad" y afirmando que no cedería ante ningún golpe. Strom formó un nuevo grupo llamado Vanguardia Nacional.
Poco después del intento de golpe de Strom, Gliebe renunció como presidente de la Alianza y nombró brevemente a Shaun Walker como su sucesor. Sin embargo, luego del arresto de Walker en junio de 2006, Gliebe nuevamente asumió el liderazgo de la organización. Para ese año, la membresía pagada para la Alianza había disminuido a menos de $800 y el personal pagado se redujo a solo diez personas. En 2012, según los informes, la Alianza estaba formada por menos de 100 miembros, sin personal remunerado aparte de Gliebe. Al año siguiente, se reveló que la propiedad de la Alianza en Mill Point, Virginia Occidental, había sido puesta a la venta. El fin de la Alianza Nacional como una "organización de membresía" fue confirmada por Gliebe en septiembre de 2013.